# Danielle Lao
Danielle Lao (Pasadena, 28 de mayo de 1991) es una jugadora de tenis estadounidense. 
Su mejor clasificación en la WTA fue la número 193 del mundo, que llegó el 11 de septiembre de 2017. En dobles alcanzó número 221 del mundo, que llegó el 10 de noviembre de 2014. Hasta la fecha, ha ganado dos individuales y tres títulos de dobles en el ITF tour.
Hizo su debut en Grand Slam en el US Open 2017. Luego de pasar la clasificación.